# Governor's Cup
La Governor's Cup è un trofeo assegnato in Texas al vincitore della partita di football americano tra i Dallas Cowboys e gli Houston Texans della National Football League. Le due squadre generalmente si incontrano nella pre-stagione negli anni in cui non sono previste sfide nella stagione regolare. Tuttavia, nel 2010 le due squadre si affrontarono nella pre-stagione e nella settimana 3 della stagione regolare. Il trofeo non significa altro che la supremazia nello Stato del Texas. La storia della Governors Cup risale ai giorni degli Houston Oilers. Nel 1991, dopo tredici gare consecutive al Texas Stadium, le due squadre decisero di alternare le partite in casa e in trasferta. Le due squadre si incontrarono ogni quattro anni nella stagione regolare.

## Storia
Nel 1965, gli Houston Oilers della AFL e i Dallas Cowboys della NFL scelsero entrambe nel draft l'offensive tackle da Oklahoma Ralph Neely. Gli Oilers fecero causa ai Cowboys per ottenere i servigi di Neely. Nella sentenza del caso, gli Oilers ricevettero tre scelte del draft dei Cowboys oltre a un conguaglio economico. I Cowboys acconsentirono anche a disputare cinque partite di pre-stagione, tre delle quali a Houston, contro gli Oilers. Questo diede inizio alla serie della Governor's Cup.
Nel 1992, i Cowboys e gli Oilers si incontrarono due volte nella stagione. La prima partita fu disputata a Tokyo come parte della serie American Bowl della NFL e la seconda a Dallas per la Governor's Cup.
La Governor's Cup del 1994 non si giocò in Texas ma a Città del Messico allo Stadio Azteca, sempre nell'ambito degli American Bowl. Come risultato dell'insolita ampia capienza dello stadio, un record di 112.246 spettatori videro gli Oilers battere i Cowboys 6-0 il 13 agosto 1994.

## Record fino al 1996
Fino al 1996, anno del trasferimento degli Oilers nel Tennessee, i Dallas Cowboys avevano vinto 18 delle 31 Governor's Cup, chiudendo la storia degli Houston Oilers con 13 vittorie della Governor's Cup.

## Risultati dal 2002
Alla stagione 2013, la serie tra i Cowboys e i Texans, la squadra che andò a sostituire gli Oilers sei anni dopo il loro trasferimento, è di 5-5. I Texans sono in vantaggio nelle gare di pre-stagione 4-3 mentre i Dallas Cowboys in quelle della stagione regolare per 2-1.
Il successivo incontro si terrà nella stagione regolare del 2014 in casa dei Cowboys.
L'incontro di pre-stagione 2009 a Houston fu cancellato a causa di un conflitto di eventi col nuovo stadio dei Cowboys ad Arlington. Le gare della pre-stagione 2011 e 2012 non si sono tenute per i calendari stilati dalla NFL.

### Riassunti delle partite
| Data              | Squadra in trasferta | Squadra in casa         | Stadio        | Stagione regolare / Pre-stagione |
| ----------------- | -------------------- | ----------------------- | ------------- | -------------------------------- |
| 8 settembre 2002  | Dallas Cowboys 10    | Houston Texans 19       | NRG Stadium   | Stagione regolare.               |
| 15 agosto 2003    | Houston Texans 6     | Dallas Cowboys 34       | Texas Stadium | Pre-stagione.                    |
| 14 agosto 2004    | Dallas Cowboys 0     | Houston Texans 18       | NRG Stadium   | Pre-stagione.                    |
| 15 agosto 2005    | Houston Texans 9     | Dallas Cowboys 21       | Texas Stadium | Pre-stagione.                    |
| 15 ottobre 2006   | Houston Texans 6     | Dallas Cowboys 34       | Texas Stadium | Stagione regolare.               |
| 25 agosto 2007    | Dallas Cowboys 16    | Houston Texans 28       | NRG Stadium   | Pre-stagione.                    |
| 22 agosto 2008    | Houston Texans 22    | Dallas Cowboys 23       | Texas Stadium | Pre-stagione.                    |
| 28 agosto 2010    | Dallas Cowboys 7     | Houston Texans 23       | NRG Stadium   | Pre-stagione.                    |
| 26 settembre 2010 | Dallas Cowboys 27    | Houston Texans 13       | NRG Stadium   | Stagione regolare.               |
| 29 agosto 2013    | Houston Texans 24    | Dallas Cowboys 6        | AT&T Stadium  | Pre-stagione.                    |
| 5 ottobre 2014    | Houston Texans 17    | Dallas Cowboys 20 (dts) | AT&T Stadium  | Stagione regolare.               |